# Peixotoa megalantha
Peixotoa megalantha là một loài thực vật có hoa trong họ Malpighiaceae. Loài này được C.E.Anderson mô tả khoa học đầu tiên năm 1982.